# Крекінг-установка у Антверпені (Benelux FAO)
Крекінг-установка у Антверпені (Benelux FAO) – нафтохімічне виробництво компанії Benelux FAO (спільне підприємство ExxonMobil і Total) у агломерації бельгійського міста Антверпен.
В 1963 році у Антверпені ввели в експлуатацію першу в історії бельгійської нафтохімічної промисловості установку парового крекінгу (піролізу). Проект реалізували Esso Belgium (дочірня компанія ExxonMobil) та Société Industrielle Belge des Pétroles (SIBP, належала Petrofina та British Petroleum),а первісна потужність становила 500 тисяч тонн етилену. В подальшому можливості майданчику суттєво збільшили – тут працювало три установки з показниками 230, 580 та 570 тисяч тонн етилену. Втім, у середині 2010-х найменшу з них закрили.
Як сировину для піролізу використовували газовий бензин (50%), а також етан, пропан і бутан (у приблизно рівних пропорціях). В 2017-му завершили модернізацію однієї з установок, котра дозволить їй використовувати більше етану (передбачається імпорт з Норвегії 200 тисяч тонн цього газу на рік). Крім того, спорудили блок продукування піролізної сировини із газів нафтопереробки.   
Вироблений етилен використовують розташовані у Антверпені заводи поліетилену низької щільності/етиленвінілацетату компанії ExxonMobil (350 тисяч тонн на рік) та поліетилену високої щільності компанії Total (510 тисяч тонн). За допомогою етиленопроводів ARG та Антверпен – Фелу постачаються заводи тих же компаній, що продукують таку саме продукцію, в Мерхаут (500 тисяч тонн) і Фелу (170 тисяч тонн).
Пропілен потрібен для найпотужнішого в Європі виробництва поліпропілену у Фелу (900 тисяч тонн), котре належить компанії Total і постачається через пропіленопровід Антверпен – Фелу.